# Повесть о настоящем человеке
«По́весть о настоя́щем челове́ке» — повесть советского писателя Бориса Полевого, написанная в 1946 году. За повесть писатель был отмечен Сталинской премией II степени (1947).

## История создания произведения
Летом 1943 года боевая слава об Алексее Маресьеве разнеслась по всей 15-й воздушной армии и по всему фронту. В полк зачастили корреспонденты. Судьбоносная для лётчика встреча произошла в землянке под Орлом в июле 1943 года, когда репортёр «Правды» Борис Полевой записал его рассказ в тетрадь «Дневник полёта 3-й эскадрильи».
Спустя три года, после окончания войны, корреспондент вернулся к идее создания произведения о подвиге безногого лётчика. Долгое время ему не давалось написание книги. Ключевым толчком к созданию произведения послужило невольное признание Германа Геринга, сделанное во время Нюрнбергского процесса:

— Наша разведка неплохо работала, и мы знали приблизительно численность Красной Армии, количество танков, авиации, знали мощь русских военных заводов. Сопоставляя силы, мы были уверены в победе. Но мы не знали советских русских. Человек Востока всегда был загадкой для Запада. Наполеон совершил ошибку. Мы её повторили, — и, возведя к небу свои серые оловянные глаза, сказал: — Это не преступление, это — рок.

Рок? Признаюсь, я просто-таки взволновался, выслушав это вынужденное признание. Рок! Мне сразу вспомнился безногий лётчик, о котором я ещё ничего не писал. Лётчик, который так упорно уходит от меня. Вот он, этот «рок», который решил исход войны и бросил вас на скамью подсудимых, Герман Вильгельм Геринг!— Б. П. Полевой. В конце концов. — Москва: Советская Россия, 1969. — С. 206—207. — 415 с. — 85 000 экз.
Под впечатлением этих слов Борис Полевой приступил к написанию книги. Не имея ни конспекта, ни плана, руководствуясь только репортёрскими записями, сделанными три года назад, он с нуля написал книгу за 19 дней. Летом 1946 года «Повесть о настоящем человеке» вышла в свет в журнале «Октябрь».

## Сюжет
В конце марта 1942 года во время воздушного боя в районе Чёрного леса Демянского кольца в лесисто-болотистой местности при вражеском обстреле сбивают советского лётчика-истребителя Алексея Мересьева (Алексея Маресьева), и его самолёт терпит крушение в лесу. Лежащего лётчика обнюхивает медведь, но пилот, притворившись мёртвым, незаметно вытаскивает пистолет из кармана лётной куртки и стреляет в зверя, после чего теряет сознание.
Очнувшись, он понимает, что у него сильно повреждены ноги. Оказавшись абсолютно один в зимнем лесу, в 50 км от расположения Красной Армии, Алексей Мересьев решает пробираться к своим. Каждый шаг даётся ему ценой неимоверных усилий. Когда ноги окончательно отказываются подчиняться ему, он ползёт на четвереньках, а когда не может больше ползти — перекатывается. 18 дней Мересьев пробирается по заснеженному лесу, пока случайно не оказывается обнаруженным жителями сожжённой эсэсовцами деревни Плавни, которые скрылись от расправы в лесу. Жители деревни некоторое время ухаживают за больным и находят способ переправить его на Большую Землю.
В госпитале Мересьеву ампутируют ступни ног — будучи совсем молодым человеком, он становится инвалидом. В палате с Мересьевым лежит серьёзно раненый полковой комиссар Воробьёв — но он не падает духом. Своим оптимизмом он поддерживает всех, кто оказался в госпитальной палате. Воробьёв восхищён мужеством Николая Островского, который, будучи парализованным, написал книгу «Как закалялась сталь».
Своей силой духа Воробьёв помогает Мересьеву поверить в то, что и без ног человек способен на многое. Убедить молодого человека, потерявшего веру в свои силы, ему помогает статья о военном лётчике поручике Карповиче, которому во время Первой мировой войны ампутировали ступню. Тем не менее поручик не уволился из армии и продолжал летать. Сам Воробьёв внезапно умирает.
Мересьев твёрдо решает последовать примеру Карповича и вновь сесть за штурвал самолёта. Ежедневно Алексей проделывает разработанный им же комплекс упражнений. Несмотря на сильнейшую боль, он каждый день увеличивает время зарядки. Наконец он учится заново ходить на специально сделанных для него протезах.
Находясь на восстановлении в санатории, куда его направили после госпиталя, Мересьев тренируется в ходьбе и беге, и с помощью медсестры Зиночки даже учится танцевать. На медосмотре Мересьев убеждает докторов в своих силах и вечером того же дня на виду у всех пляшет «барыню», удивляя этим не только других солдат, но и видавшую виды врачебную комиссию. В итоге Мересьев добивается разрешения кадровиков вернуться в авиацию.
В 1943 году Алексей попадает в тренировочную школу для лётчиков и, совершив полёт в паре с лётным инструктором, подтверждает своё умение пилота-истребителя. Узнав, что у лётчика вместо ног протезы, инструктор по достоинству оценивает его подвиг. Мересьев возвращается в действующую армию.
Во время одного из последующих сражений Мересьев спасает своего ведомого, а также командира звена истребителей из соседней дивизии, сбив два самолёта Focke-Wulf Fw 190, пилотируемых немецкими асами из знаменитой истребительной эскадры «Рихтгофен».

## Признание
Произведение проникнуто гуманизмом и советским патриотизмом. В СССР книга «Повесть о настоящем человеке» входила в школьную программу по литературе. По книге снят одноимённый фильм 1948 года и поставлена одноимённая опера Сергея Прокофьева.
Более восьмидесяти раз книга издавалась на русском языке, сорок девять — на языках народов СССР, тридцать девять — за рубежом.
Елена Сазанович в эссе «Борис Николаевич Полевой. Повесть о настоящем человеке» («Юность» № 03, 2013) написала:

Очень русская, очень советская повесть. Которая завоевала в том числе весь мир, такой не русский и такой не советский. И мир принял её восторженно. Только до 1954 года общий тираж её изданий составил 2,34 миллиона экземпляров. Повесть около сорока раз издавалась за рубежом. И около ста раз — на русском языке. Она пользовалась огромной популярностью в советской стране и далеко за её пределами. И не только потому, что рассказывала о легендарном подвиге советского лётчика. И даже не только потому, что стала учебником мужества. (Борис Полевой ярко показал, как можно выжить в самых нежизнеспособных условиях. Более того — как можно жить в самых нежизнеспособных условиях. И ещё более — как остаться Человеком в самых нечеловеческих условиях). Но, прежде всего, потому, что у каждого, каждого человека есть шанс на жизнь, даже когда шансов нет. Особенно если знаешь, зачем живешь…
Входит в список 100 книг для школьников, рекомендованных Министерством образования и науки России учащимся средних школ для самостоятельного чтения.